# غلفنة بالغمس الساخن

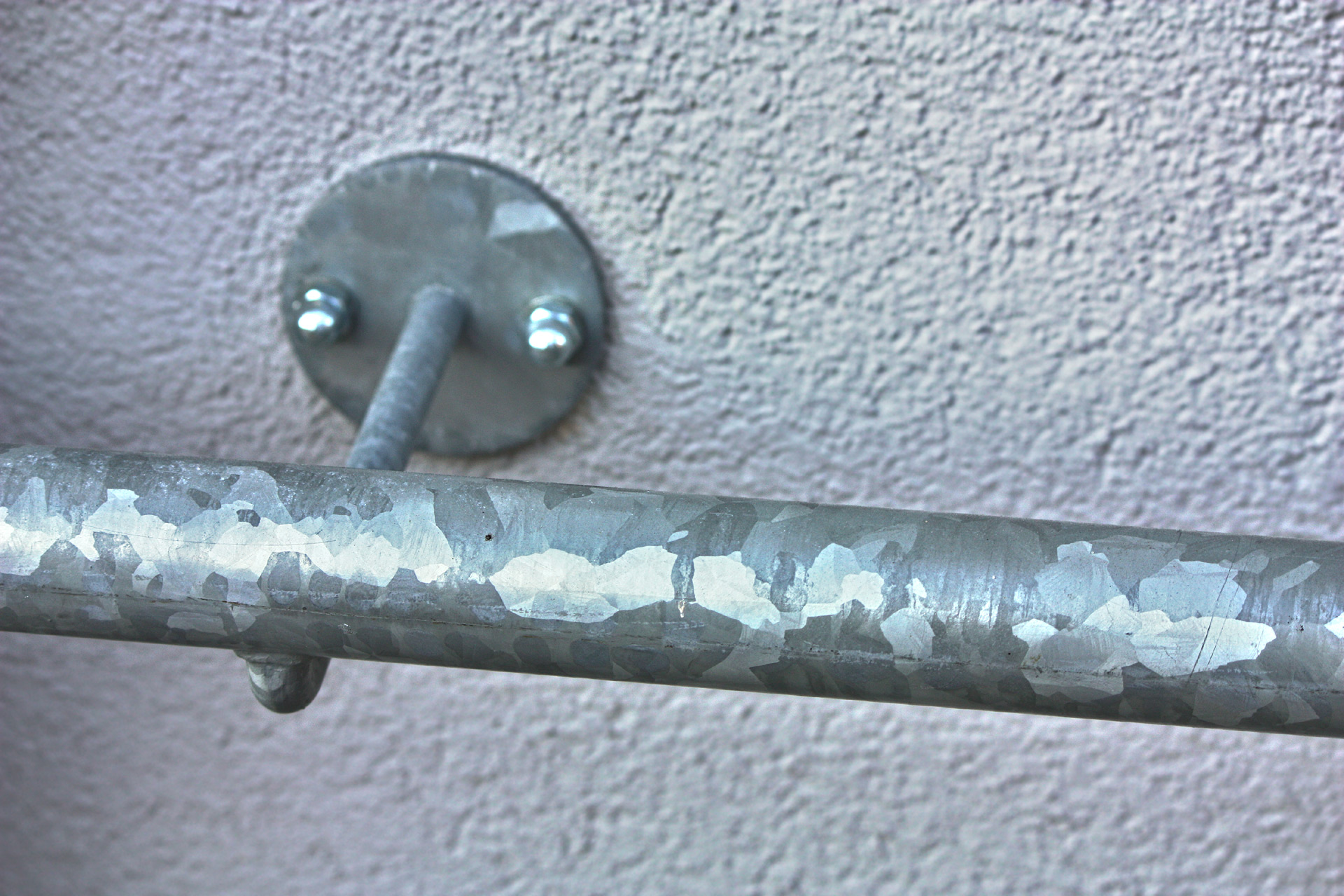
دعامة مغلفنة

الغلفنة بالغمس الساخن شكل من أشكال عملية الغلفنة والتي تجرى بغمس الفلز في حوض من مصهور الزنك عند درجات حرارة تراوح 450 °س. إبّان التعرض للهواء يتفاعل الزنك النقي مع الأكسجين لتتشكل طبقة من أكسيد الزنك ZnO، والذي يتفاعل بدوره مع ثنائي أكسيد الكربون CO2 لتتشكل طبقة من كربونات الزنك على السطح، وعادةً ما تكون ذات لون رمادي قاتم. تساهم هذه الطبقة في حماية الفلز، خاصة الحديد، من التآكل.
يستخدم هذا الأسلوب في التطبيقات التي تتطلب وقاية المنشآت الحديدية من التآكل، وفي ذات الوقت مراعاة انخفاض التكاليف من غير الحاجة إلى استخدام الفولاذ المقاوم للصدأ. تتميز الطبقة المغلفنة بهذا الأسلوب بوجود نمط تبلور خاص.